# Harald Molander (filmproducent)
Harald Molander, född 25 december 1909 i Helsingfors, Finland, död 15 juli 1994, var en svensk filmregissör och filmproducent. 
Molander blev fil. lic. vid Uppsala universitet 1933 och studerade vid Sorbonne 1934. 
Harald Molander anställdes vid AB Svensk Filmindustri 1935 och blev chef för SF:s journalfilmsavdelning 1938–1941. Han var chef för hela Filmstaden 1948–1963. 
Molander var son till regissören Gustaf Molander och skådespelerskan Karin Molander samt halvbror till regissören och skådespelaren Jan Molander. Han är far till ambassadör Johan Molander. Harald Molander är begravd på Norra begravningsplatsen utanför Stockholm.

## Producent i urval
- 1942 – Rid i natt!
- 1944 – Hets
- 1944 – Kejsarn av Portugallien
- 1945 – Vandring med månen
- 1946 – Kris
- 1946 – Johansson och Vestman
- 1946 – Ballongen
- 1946 – Driver dagg faller regn
- 1946 – Iris och löjtnantshjärta
- 1947 – Stackars lilla Sven
- 1947 – Kvinna utan ansikte
- 1948 – Hamnstad
- 1948 – Eva
- 1949 – Greven från gränden

## Regi
- 1936 – Längtan
- 1940 – Flygets örnungar
- 1940 – För land och frihet

## Filmografi roller
- 1920 – Bodakungen